# 서은율
서은율(2009년 1월 27일 ~ )은 대한민국의 배우이자 모델이다. 2013년 8월에 키즈 모델로 처음 데뷔하였다.

## 출연 작품

### 드라마
- 《메모리스트》 - 진재규 아역
- 《안녕 드라큘라》 - 김지형 역 (주연)
- 《조선로코 녹두전》 - 영창대군 역
- 《해치》 - 한재준 역
- 《엑스가리온》 - 지훈 역
- 《바벨》 - 어린 태민호 역
- 《기름진 멜로》 - 아역 두칠성 역
- 《시크릿 마더》 - 극중 김병욱 아들 이승훈 역
- 《너도 인간이니?》 - 극중 박영규 손자 노희동 역
- 《너의 등짝에 스매싱》 - 범식 역
- 《그남자오수》 - 이종현 어린 시절, 어린 오수 (아역 주연)
- 《해피 시스터즈》 - 은율 역
- 《화유기》 - 어린 영혼 역
- 《당신이 잠든 사이에》 - 세형 역
- 《마녀의 법정》 - 율 역
- 《사랑은 방울방울》 - 윤별 역 (120회)
- 《달의 연인 - 보보경심 려》 - 려 은율 역
- 《천개의 비밀 어메이징 스토리》
- 《화정》 - 홍만형 역
- 《실제상황》
- 《압구정 백야》 - 육남식 역(극중 이주현(육선중 역) 아들, 2015년 2월~2015년 5월)

### 영화
상업 영화
- 기방도령. - 율이 역

독립 단편 영화
- 공주대 졸작 단편 - 서툰글씨(2014년 3월, 주연)
- 동아방송예술대 단편 - 아빠(2015년 6월, 주연)
- 중앙대 단편 - 귀가(2016년 7월, 아들 지훈 역)
- 단편영화 시험 단역
- 독립영화 한계가족(5화 가족 - 단역)

### 방송, 영상
- MBC 똑똑키즈스쿨(2015.03 ~ 2017년) 서은율
- 핑크퐁 유튜브 영상 +대한적십자 +홍보영상ㅡ (처음보는아이가 갑자기 쓰러진다면)
- 양천구 영어도서관 홍보촬영
- MBC 상암 DMC 페스티발 k.pop 슈퍼콘서트 (노래친구들)
- EBS 딩동댕 유치원 (도전해봐-분리수거)
- EBS 딩동댕 유치원 (도전해봐-장구)
- KBS 위기탈출 넘버원ㅡ
- EBS 딩동댕 유치원 (도전해봐-약수터)
- 아이첼린지 4월호
- 소녀시대 뮤직비디오
- EBS 곰디와 친구들

### 광고
- 밀크티 tvcf 2019~11
- 한국스카우연맹 홍보대사 ab6ix 함께
- 오레오오즈 씨리얼 2019 ~ 5
- 스피킹맥스 영어회어 TVcf   7/10
- LG 에어컨 CF (TV)
- 하나투어 지면광고
- 경기도일하는청년시리즈2 광고
- 교원구룹 교원광고 구몬 구노스 CF(TV)
- 주택도시보증공사 홍보 CF(TV)
- 카라즈매트 광고(바이럴)
- 웅진코웨이 CF(TV)
- 고대 패턴인식 홍보영상
- GS 홈쇼핑 산지애 사과 cf광고
- 물걸레 청소기 광고
- 삼성카드 CF(TV)
- 환경안전 공익광고(바이럴)
- 안동 KBS 홍보영상
- 산림청 공익광고(TV)
- 키즈플레닛 CF(TV)
- GS 홈쇼핑 광고
- 건강관리공단 CF(TV)
- 롯데닷컴 유쾌한거짓말 부자편(바이럴)
- 포천 찜질방 광고(케이블)
- 햇사레복숭아 CF(TV)
- 소람한방병원 홍보CF
- 핑크퐁 유튜브 영상촬영
- 잡지 완구 시상 토픽 등
- 2017 서울 구로국제 영화제 아역부분
- 2016 슈퍼리틀스타어워드 아역부분 인기상 수상
- 로봇트레인 완구촬영
- 쿠팡 키즈카페 홍보촬영
- 양천구 홍보모델(~2018)
- 하얏트호텔 시상식이벤트
- 스타일북 잡지
- 네덜란드 화보잡지
- 달려라 우리아이 홍보지면촬영
- 제1회 정관장 아이키커 뉴튼 모델선발대회 본상
- 제6회 아이챌린지 유아모델 선발대회 페로상
- 미미월드완구 소방세트
- 원앤원 완구 폴리
- 여름여행 토픽이미지 촬영(2차)
- 여름여행 토픽이미지 촬영
- 부산 아쿠아리움 포스터
- 겨울여행 토픽이미지 촬영
- 키즈키돌 카다로그 모델 12월
- 제4회 아이챌린지 유아모델 선발대회 페로상
- 비스켓 아동복
- 젤리스푼 아동복
- 키즈 잠옷 촬영
- 페퍼민트 아동복
- 파파스메이킹 아동복
- 웃는아이 무대의상 촬영
- 파파스메이킹 아동복
- 파티키즈 2차
- 빌리진 아동복
- 중국수출 아동복
- 비스켓 아동복
- 키즈킹덤 유치원복
- 블루마우 탑랜드 아동복
- 중국수출 브랜드 1차
- 인터넷  쇼핑물 여름 가을 실내복
- 리틀맘
- 안젤로 쇼핑몰
- 에이스진
- 스위티걸
- 구름빵
- 서우한복
- 메이드블루(부르뎅)
- 미래아동복
- 겨울 라호야 아동복
- 드레스 제이 인터넷 쇼핑몰 모델